# Andrej Tkačuk
Andrej Nikolaevič Tkačuk (in russo Андрей Николаевич Ткачук?; Mosca, 13 agosto 1974) è un ex giocatore di calcio a 5 russo, campione europeo con la nazionale russa nel 1999.

## Carriera
Tkačuk ha vinto, con la nazionale russa, l'UEFA Futsal Championship 1999 superando in finale i padroni di casa della Spagna. Ha poi disputato il FIFA Futsal World Championship 2000, concluso dalla Russia al quarto posto.

## Palmarès
- Campionato d'Europa: 1
Russia: 1999